# Streptothyris
Streptothyris là một chi bướm đêm thuộc họ Cosmopterigidae.